# Spilosoma rubra
Spilosoma rubra är en fjärilsart som beskrevs av Berthold Neumoegen 1881. Spilosoma rubra ingår i släktet Spilosoma och familjen björnspinnare. Inga underarter finns listade i Catalogue of Life.